# BKK Werra-Meissner
Die BKK Werra-Meissner ist eine gesetzliche Kranken- und Pflegekasse mit Sitz in Eschwege, Hessen.
Ihren Ursprung hat die Betriebskrankenkasse im Unternehmen Massey Ferguson. Seit 1996 ist sie für Versicherte der beiden Bundesländer Hessen und Bayern geöffnet.

## Geschichte
Im Jahre 1961 wurde die BKK Werra-Meissner als die damalige Betriebskrankenkasse der Massey Ferguson GmbH gegründet. Damals durften sich die Mitarbeiter und deren Familien sowie frühere Beschäftigte nach dem Eintritt in den Ruhestand bei ihr versichern. Die kleine BKK Massey Ferguson beschäftige damals fünf Mitarbeiter, welche für die Betreuung von rund 1800 Mitgliedern zuständig waren. Vorstand war seit Beginn Ernst-Dieter Mäurer.

### Von BKK Massey-Ferguson zu BKK Werra-Meissner
Als im Jahr 1996 die Wahlfreiheit für alle Versicherten in der gesetzlichen Krankenversicherung eingeführt wurde, öffnete sich die BKK Massey Ferguson als erste nordhessische Betriebskrankenkasse zunächst für das Bundesland Hessen und kurze Zeit später auch für das Bundesland Bayern. Der Name von BKK Massey Ferguson in BKK Werra-Meissner wurde in diesem Zuge geändert, um den Bezug zur Region zu dokumentieren. Seitdem können sich alle Personen, die in Hessen oder Bayern wohnen oder dort beschäftigt sind bei der BKK Werra-Meissner versichern.
Seit der Öffnung stieg die Versichertenzahl der BKK Werra-Meissner stetig an. Mittlerweile sind über 38.000 (Stand: 2018) Personen bei ihr versichert. Bis Ende März 2014 zeigte sich Vorstand Ernst-Dieter Mäurer für die BKK verantwortlich. Am 1. April 2014 übernahm diese Position Marco Althans, da Mäurer sich in den Ruhestand verabschiedete.

### Verwaltungsrat
Die aktuell alternierenden Vorsitzenden des Verwaltungsrates der BKK Werra-Meissner sind Enrico Pussin und Anja Neumann-Achtelik.

## Beitragssätze
Seit dem 1. Januar 2023 beträgt der Beitragssatz der BKK Werra-Meissner 16,4 % (14,6 % + 1,8 % Zusatzbeitrag).

## Geschäftsstellen
Die BKK Werra-Meissner hat ihren Hauptsitz in der Straßburger Straße 5 in 37269 Eschwege. Durch die Kundencenter in der Sudetenlandstraße 2a in 37269 Eschwege und in der Marktgasse 16 in 37213 Witzenhausen werden ihre Versicherten vor Ort betreut.